# Mylochromis ericotaenia
Mylochromis ericotaenia är en fiskart som först beskrevs av Regan 1922.  Mylochromis ericotaenia ingår i släktet Mylochromis och familjen Cichlidae. IUCN kategoriserar arten globalt som livskraftig. Inga underarter finns listade i Catalogue of Life.